# Administrações das regiões hidrográficas
A Administração das Regiões Hidrográficas (ARH) é uma entidade governamental portuguesa encarregue da protecção e valorização das componentes ambientais das águas, assim como da gestão sustentável dos recursos hídricos, em articulação com os restantes intervenientes no sector. Foi criada através do Decreto-Lei n.o 208/2007, no âmbito do PRACE. Até ao momento, encontram-se ainda e negociações com as várias entidades publicas, no sentido de melhor definir o seu âmbito especifico de acção.